# Hadano
Hadano (Japans: 秦野市, Hadano-shi) is een stad in de prefectuur Kanagawa in Japan. De oppervlakte van deze stad is 103,61 km² en medio 2010 heeft de stad ruim 170.000 inwoners.

## Geschiedenis
Hadano werd op 1 januari 1955 een stad (shi) na samenvoeging van de gelijknamige gemeente met de gemeente Zuid-Hadano (南秦野町, Minami-Hadano-chō) en de dorpen Oost-Hadano (東秦野村, Higashi-Hadano-mura) en Noord-Hadano (北秦野村, Kita-Hadano-mura). Op 15 april van dat jaar werd er nog een dorp aan de stad toegevoegd.
Op 1 januari 1963 werd de gemeente West-Hadano (西秦野町, Nishi-Hadano-chō) bij Hadano gevoegd.

## Verkeer
Hadano ligt aan de Odawara-lijn van de spoorwegmaatschappij Odakyū.
Hadano ligt aan de Tōmei-autosnelweg, aan de nationale autowegen 246 en aan de prefecturale wegen 62, 70, 71, 612, 613, 614, 701, 704, 705, 706, 707, 708 en 710.

## Economie
Hadano was in de Edoperiode een handelscentrum na de introductie van de tabaksplantages in de regio. In 1984 werd, na 300 jaar, gestopt met de productie van tabak en de boeren schakelden om naar de productie van groene thee en snijbloemen. Het tabakhandelscentrum werd vervangen door een groot winkelcentrum.

## Bezienswaardigheden
- Tanzawa-bergen in het noorden van de stad
- Tabak-festival
- de 'huilende sakura', een meer dan 100 jaar oude kersenboom bij de Hakusenji Tempel
- Sinseiko-meer, ontstaan na de Kanto-aardbeving in 1923
- panoramatoren op de berg Kobo
- Sakuradote kofun park, een park met een prehistorische grafheuvel

## Stedenband
Hadano heeft een stedenband met
- Pasadena (Texas), Verenigde Staten, sinds 29 september 1964
- Paju, Zuid-Korea, sinds 20 oktober 2005

## Aangrenzende steden
- Atsugi
- Isehara
- Hiratsuka

## Geboren in Hadano
- Yune Sugihara (杉原 有音, Sugihara Yūne), gitarist met pseudoniem Sugizo van de 'visual kei' band Luna Sea
- Rinko Kikuchi (菊地 凛子, Kikuchi Rinko), actrice